# Parc national de Tzoumérka-Achelóos-Ágrafa-Météores
Le parc national des Tzoumérka, de la vallée de l'Achelóos, des Ágrafa et des Météores (en grec moderne : Εθνικό Πάρκο Τζουμέρκων, Κοιλάδας Αχελώου, Αγράφων και Μετεώρων) est un parc national de Grèce situé au centre du pays. Créé en 2018 en tant qu'extension de l'ancien parc national de Tzoumérka-Peristéri-Árachthos instauré en 2009, il occupe une partie centrale et méridionale du massif du Pinde, dans la continuité du parc national du Pinde septentrional. Il s'agit du plus grand parc national terrestre de Grèce.

## Géographie

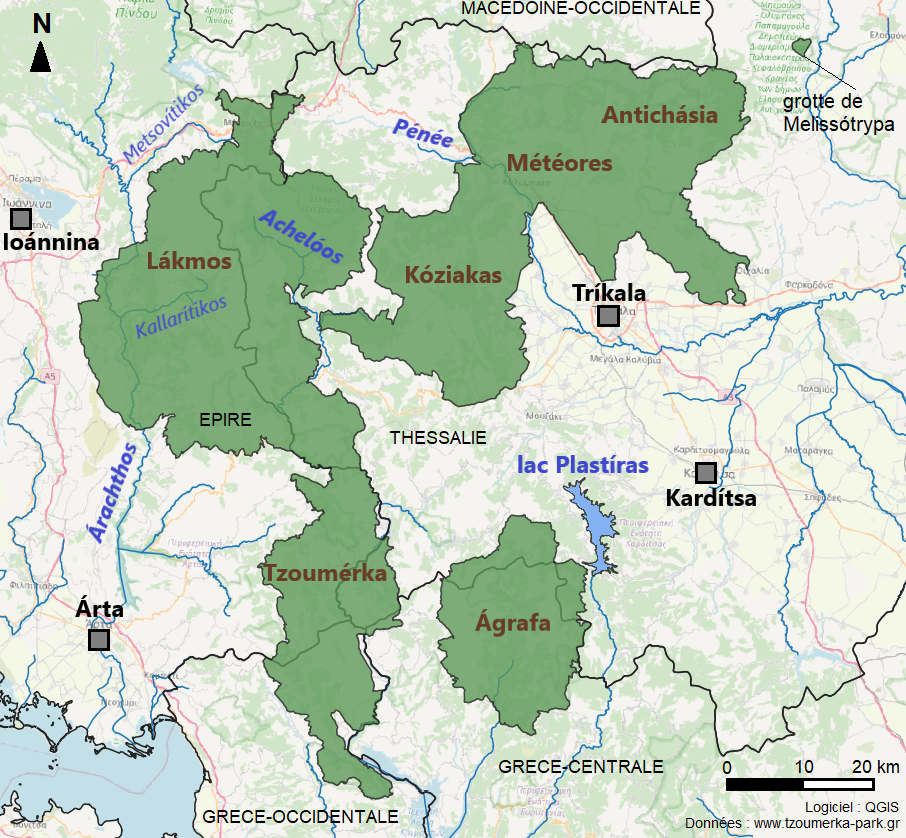
Emprise du parc national en vert (et bleu pour le lac Plastíras).

Administrativement, le parc national relève de quatre périphéries : la Thessalie à l'est, l'Épire à l'ouest, la Grèce-Centrale au sud-est et la Grèce-Occidentale au sud-ouest. La frontière entre la Thessalie et la Macédoine-Occidentale constitue la limite septentrionale de la zone protégée.
L'emprise du parc national, vaste et discontinue, regroupe différents sous-ensembles naturels :
- le massif du Lákmos (en), dont le point culminant est le Peristéri (2 295 m)[4], occupe la partie nord-ouest du parc. Peu boisée, la région est intensivement vouée à l'élevage même si la couverture forestière tend à augmenter[5]. Le massif constitue la source de l'Achelóos, l'un des principaux fleuves de Grèce. Naissent également au sein de ces montagnes le Kallarítikos et le Metsovítikos (en), deux affluents de l'Árachthos. Le cours de ce dernier a façonné des gorges à l'extrémité occidentale de l'emprise du parc national[6].
- le massif des Tzoumérka (ou monts Athamaniens), dont le plus haut sommet est le Kakardítsa (de) (2 429 m)[7], s'étire sur près de 40 km du nord au sud et forme une frontière naturelle entre l'Épire et la Thessalie[8]. Les rives du lac artificiel de Kremastá constituent la limite méridionale du parc national.
- le massif des Ágrafa, région particulièrement rurale située au sud-est de l'emprise depuis 2018, culmine à 2 154 m (Voutsikáki[9]) entre le district régional de Kardítsa et celui d'Évrytanie[10].
- le massif du Kóziakas (el) forme, depuis l'extension du parc, un espace fortement boisé de transition entre la vallée de l'Achéloos et la vallée du Pénée plus à l'est.
- les Météores, région hautement touristique incluse au sein du massif d'Antichásia (en), occupent l'étendue nord-est du parc national depuis l'élargissement de la zone protégée. Non loin d'Elassóna se trouve la grotte de Melissótrypa, qui forme une exclave de faible superficie à l'extrémité nord-est[11].
- le lac Plastíras, aussi appelé lac du Tavropós, est inclus dans le parc national depuis 2018. Cette vaste étendue d'eau artificielle occasionne un afflux touristique important nécessitant des mesures particulières de protection de l'environnement[12].

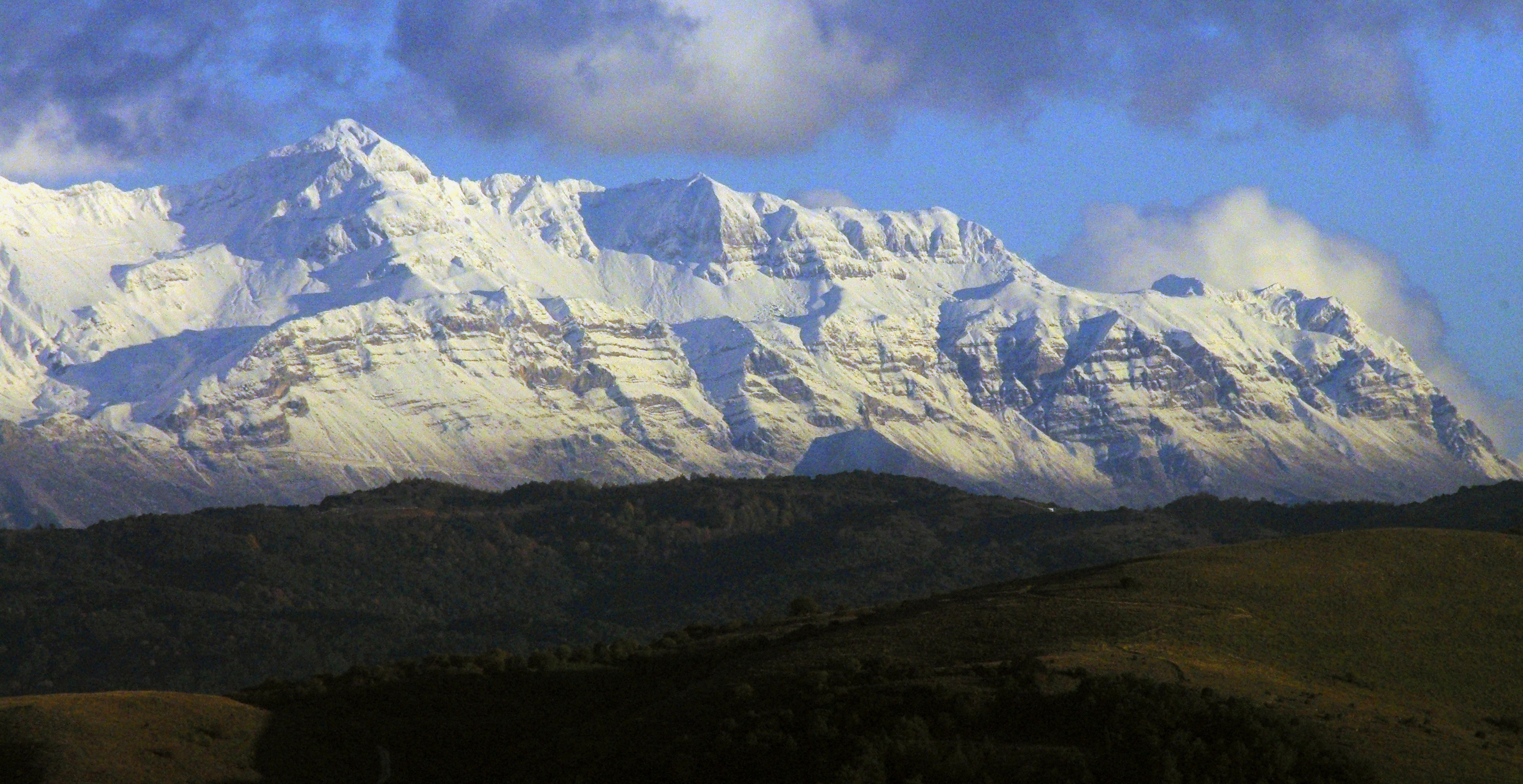
Barre rocheuse des Tzoumérka.
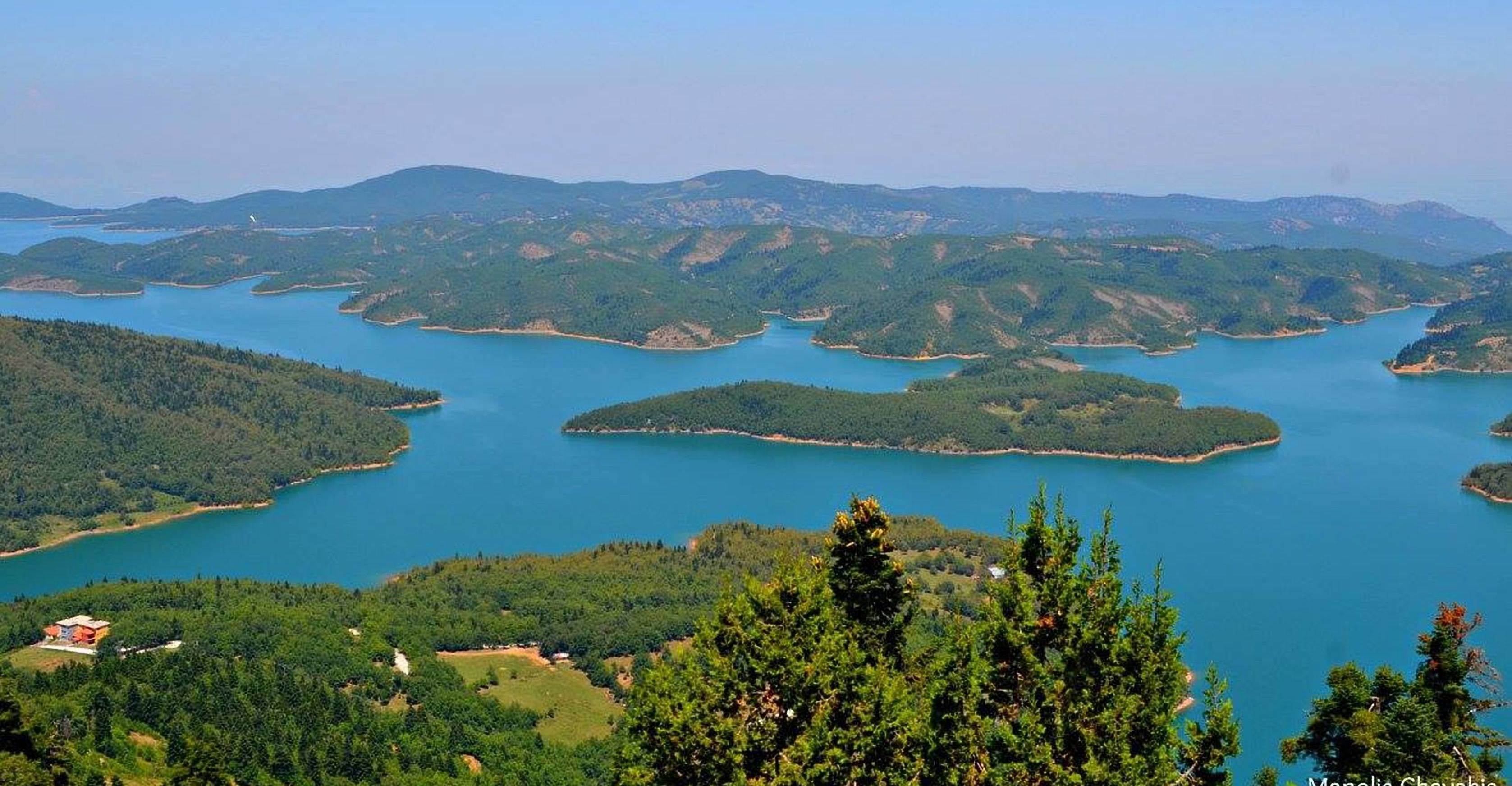
Lac Plastíras.
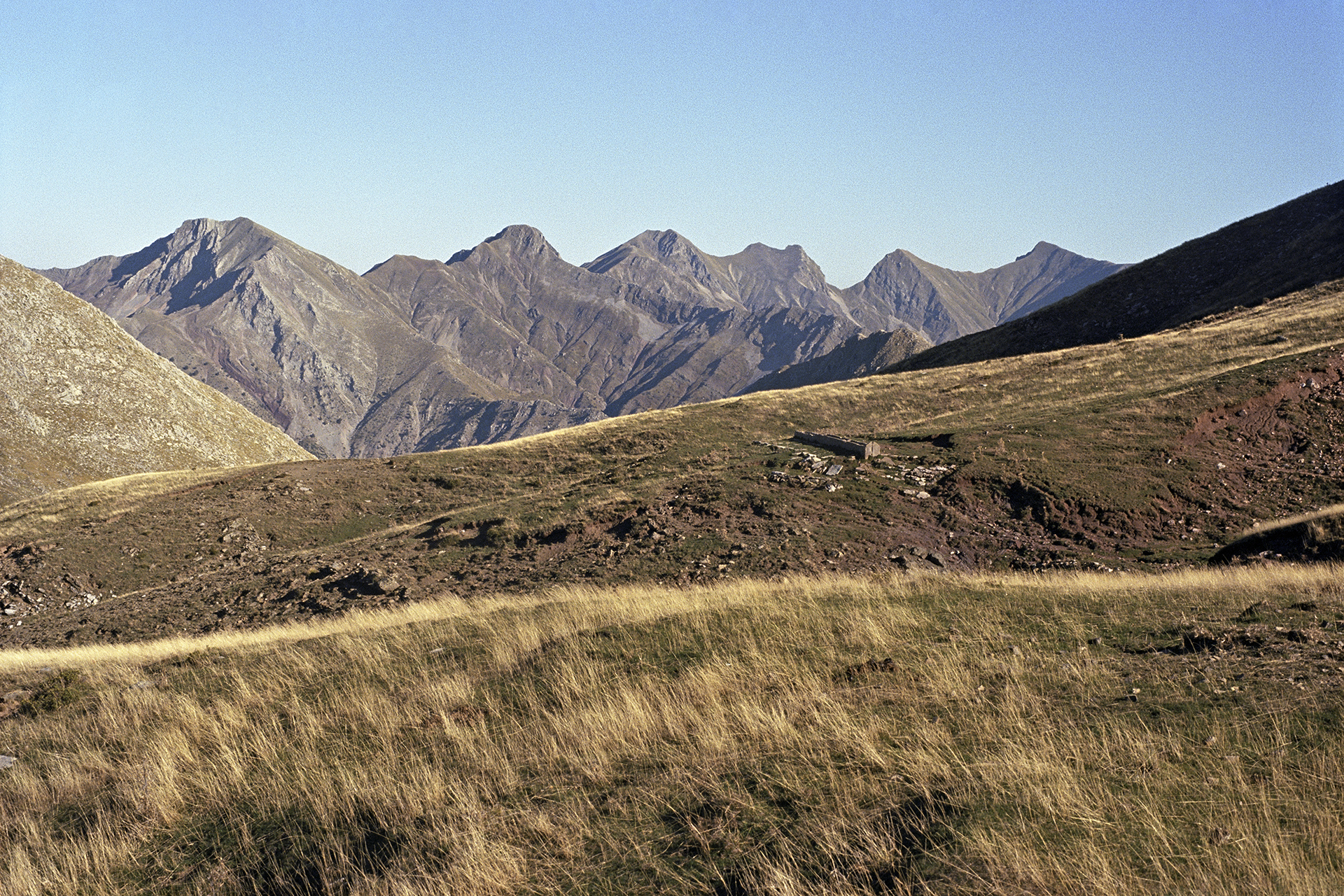
Massif des Ágrafa.
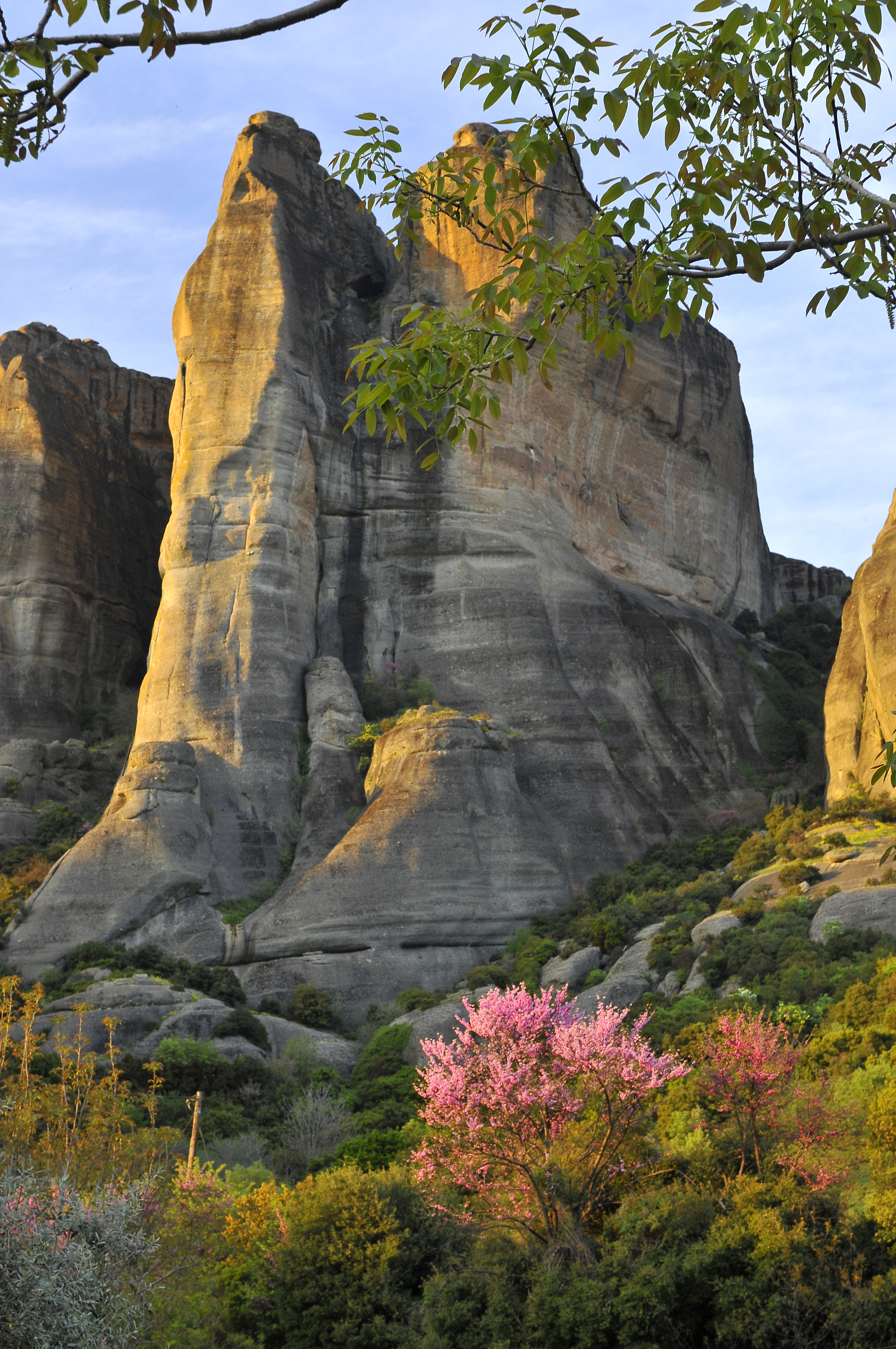
Rochers des Météores.

## Protection
Le parc est confié à l'Organisme de gestion du parc national des Tzoumérka, de la vallée de l'Achelóos, des Ágrafa et des Météores (Φορέας Διαχείρισης Εθνικού Πάρκου Τζουμέρκων, Κοιλάδας Αχελώου Αγράφων και Μετεώρων), entité à statut privé située à Ioánnina. Plusieurs centres d'information sont par ailleurs accessibles aux visiteurs, notamment dans les villages de Prámanta, Chouliarádes, Ágnanta (en), Vourgaréli, Neráida et Kallirrói.
Treize espaces du parc sont entièrement ou partiellement inclus sur la liste des zones de protection spéciale (ZPS) pour les oiseaux et sur la liste des zones spéciales de conservation (ZSC) des habitats naturels du réseau Natura 2000. Six espaces du parc figurent également à l'inventaire des zones importantes pour la conservation des oiseaux de l'ONG Birdlife International.

## Faune

### Oiseaux
Plus de 160 espèces d'oiseaux ont été recensés dans la zone du parc national, dont 36 espèces de rapaces. Sont notamment inventoriés l’Aigle botté (Hieraaetus pennatus), l'Aigle royal (Aquila chrysaetos), la Bondrée apivore (Pernis apivorus), le Circaète Jean-le-Blanc (Circaetus gallicus), le Faucon pèlerin (Falco peregrinus), le Gobemouche à demi-collier (Ficedula semitorquata), la Pie-grièche écorcheur (Lanius collurio), et le Vautour fauve (Gyps fulvus). Le Percnoptère d'Égypte (Neophron percnopterus) est une espèce menacée de rapaces inscrite sur la liste rouge de l'UICN et présente dans la moitié nord du parc tandis que la Perdrix bartavelle (Alectoris graeca) est une espèce quasi menacée.

### Poissons
Selon l'organisme de gestion du parc, 7 espèces de poissons d'eau douce ont été observées dans l'ancienne emprise du parc. Parmi celles-ci, le Barbillon du Péloponnèse (Barbus peloponnesius (en)), le Barbeau d'Albanie (Luciobarbus albanicus (en)) et Telestes pleurobipunctatus (en) sont endémiques de la Grèce occidentale et du sud de l'Albanie. Cobitis hellenica (en), espèce menacée selon l'IUCN, est elle endémique de plusieurs bassins versants du nord-ouest de la Grèce, dont celui de l'Árachthos selon certaines sources. L'extension du parc national en 2018 rend également probable la présence du Barbeau de Thessalie (Barbus thessalus (en)) et du goujon de Thessalie (Gobio feraeensis (en)), endémiques du Pénée et de ses affluents. En outre, l'Anguille d'Europe (Anguilla anguilla) est une espèce en danger critique d'extinction inscrite sur la liste rouge de l'UICN. Le Chevaine du Péloponnèse (Squalius peloponensis (en)), endémique de la Grèce, est en revanche abondant dans les nombreux cours d'eau du parc. À noter enfin la présence de populations sauvages et génétiquement pures de Truites communes (Salmo trutta), en particulier dans les affluents de l'Achelóos.

### Amphibiens et reptiles
Le parc comprend 6 espèces d'amphibiens ainsi que 21 espèces de reptiles, dont la Tortue d'Hermann (Testudo hermanni, espèce quasi menacée selon l'UICN) et 8 espèces de sauriens. Parmi les 10 espèces de serpents, la Couleuvre à quatre raies (Elaphe quatuorlineata) est considérée comme quasi menacée tandis que la Vipère grecque (Vipera graeca), endémique du Pinde et récemment élevée au rang d'espèce, fait l'objet de mesures de protection particulières en tant qu'espèce menacée.

### Mammifères et invertébrés
Une trentaine d'espèces de mammifères peuple le parc national, soit plus du quart des mammifères présents en Grèce. Parmi les espèces quasi menacées selon l'UICN figure la Loutre d'Europe (Lutra lutra), mais les représentants les plus emblématiques demeurent l’Ours brun d'Europe (Ursus arctos arctos), qui atteint dans la région sa limite sud-ouest de répartition en Grèce, le Chat sauvage (Felis sylvestris) et le Chamois des Balkans (Rupicapra rupicapra ssp. balcanica). 18 espèces de chauves-souris ont été recensées dans la zone des Météores, dont six dans la grotte de Melissótrypa. Cette dernière présente par ailleurs 16 d'espèces d'invertébrés, principalement des mollusques et des crustacés, dont la moitié sont endémiques du lieu. Chez les papillons, l'Apollon (Parnassius apollo) bénéficie d'une protection en tant qu'espèce menacée à l'échelle mondiale. Enfin, le lac Plastíras constitue un habitat privilégié pour l'Écrevisse à pattes rouges (Astacus astacus), une espèce internationalement menacée qui atteint en Grèce sa limite méridionale de distribution naturelle,.

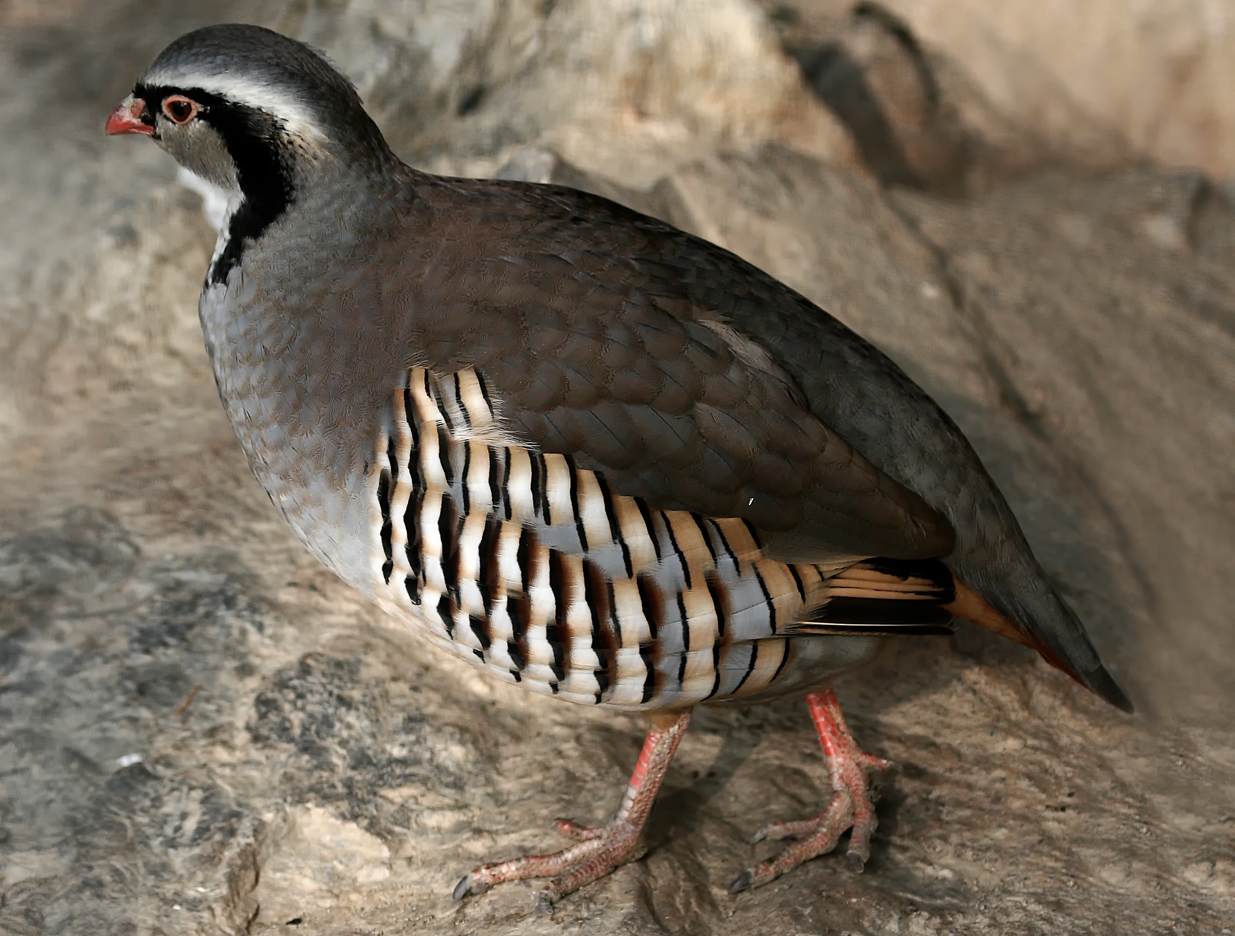
Perdrix bartavelle.
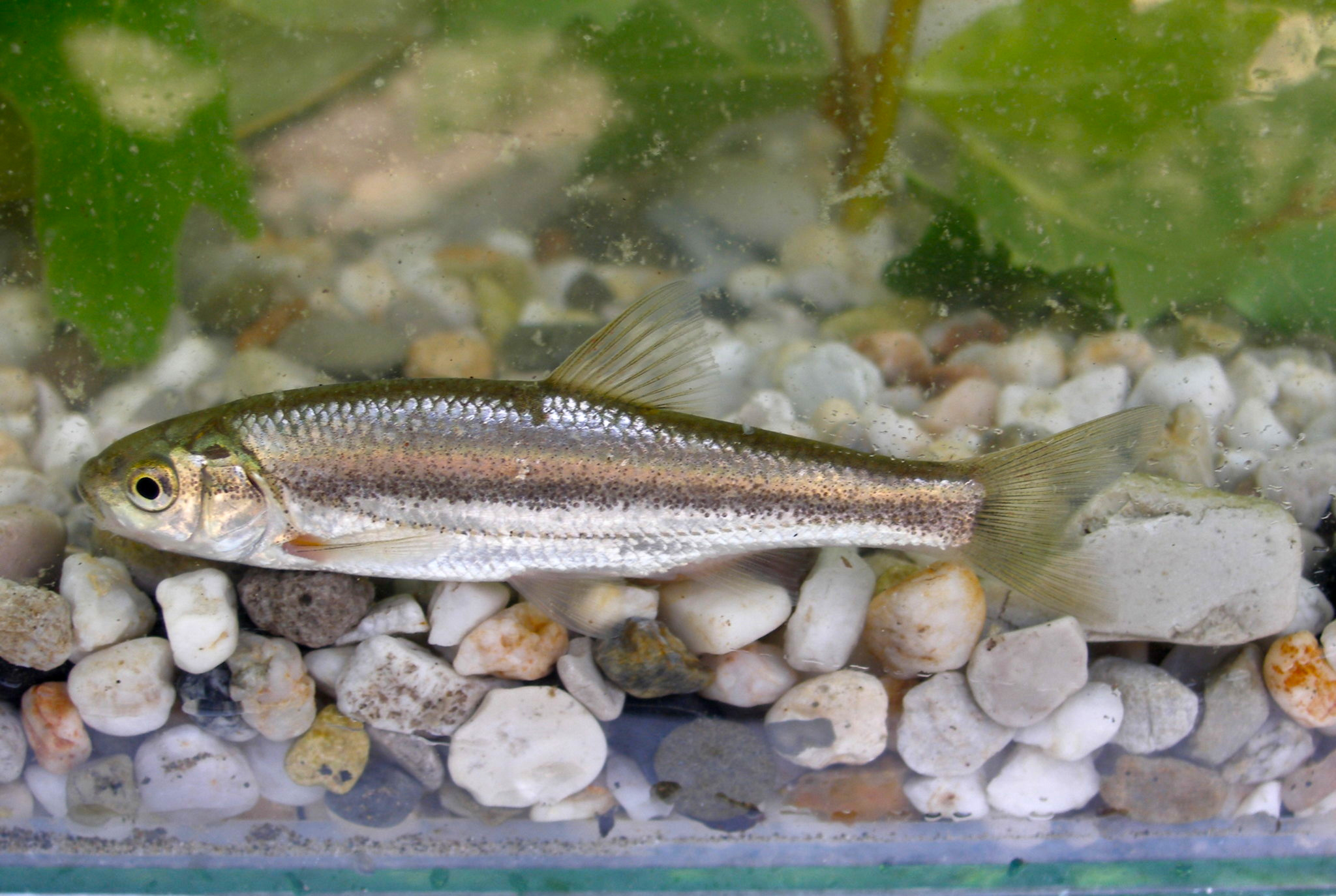
Telestes pleurobipunctatus.
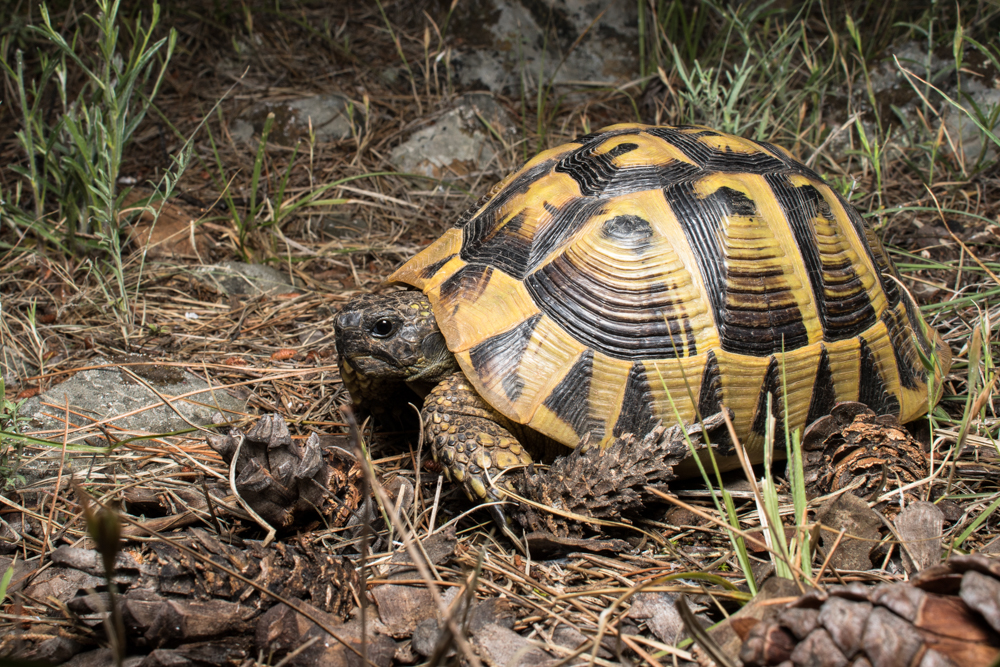
Tortue d'Hermann.
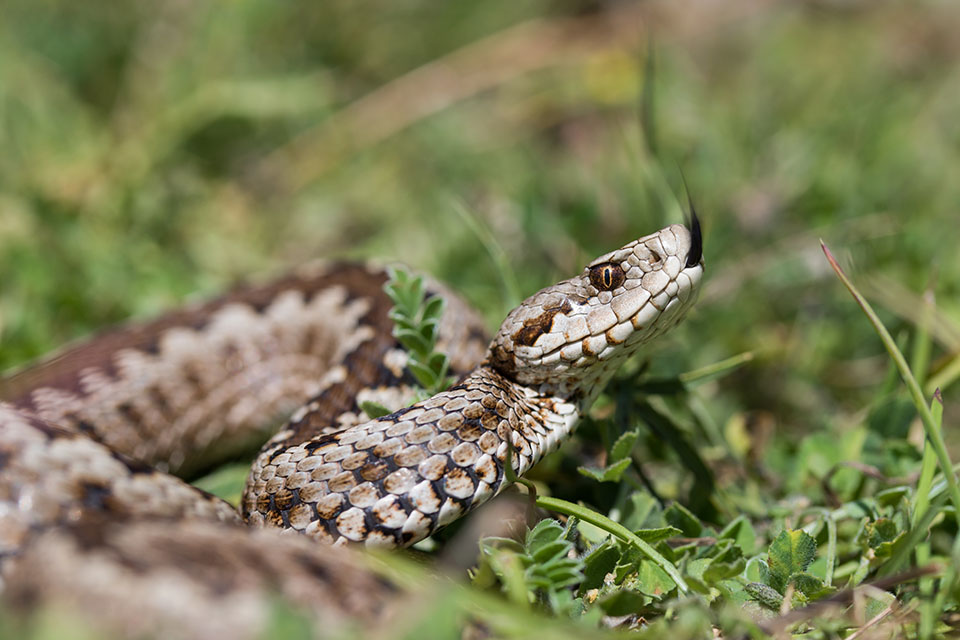
Vipera graeca.
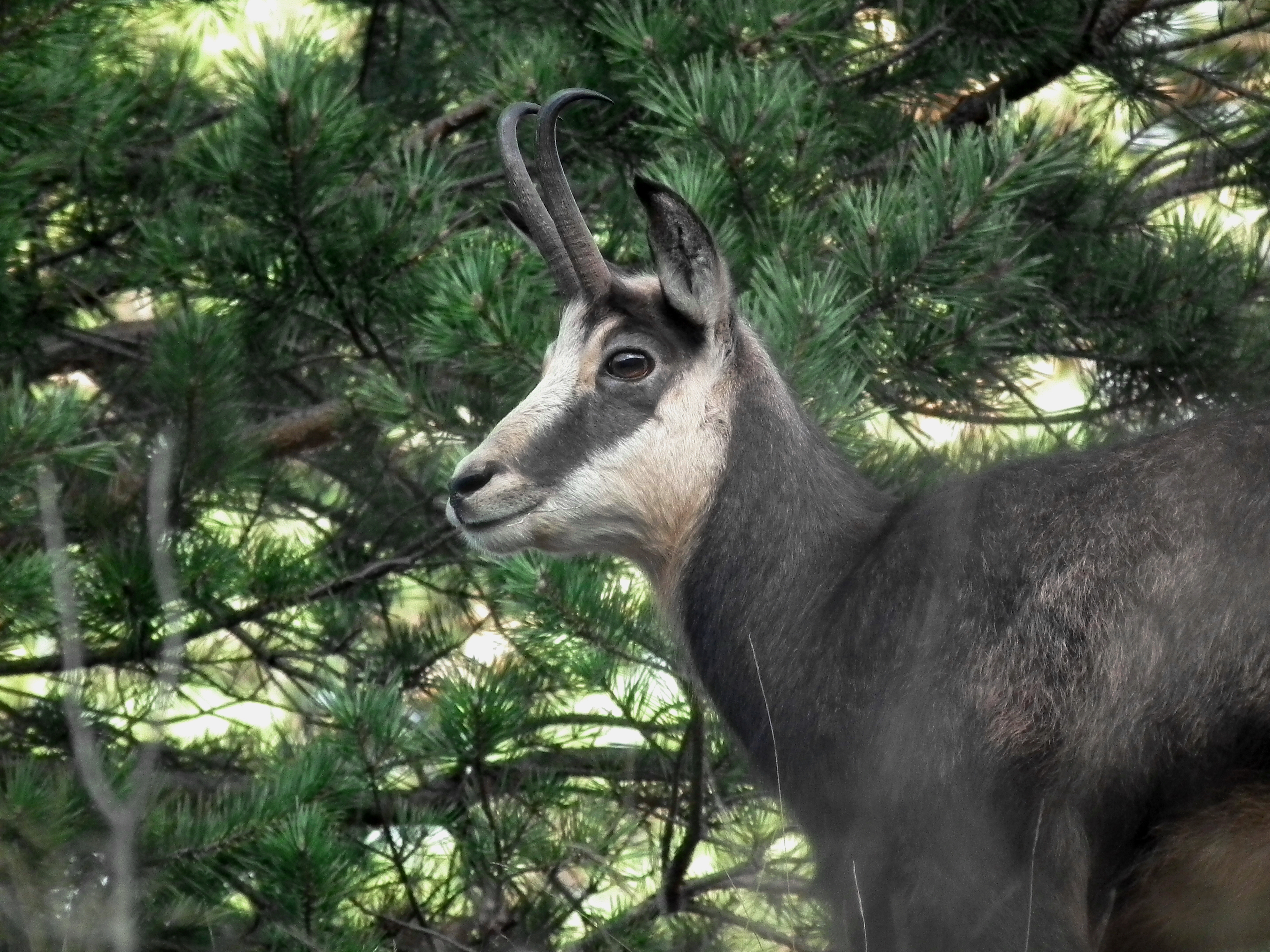
Chamois des Balkans.

## Flore
Le parc national comprend plus de 700 espèces de plantes, dont une vingtaine est endémique de la Grèce ou du massif du Pinde.
Ce riche catalogue floristique comprend notamment :
- des espèces et sous-espèces endémiques du Pinde, autrement dit de la Grèce et du sud de l'Albanie, telles qu'une espèce d'épervières (Hieracium trikalense), de centaurées (Centaurea epirota), de campanules (Campanula hawkinsiana), Solenanthus albanicus, Sesleria vaginalis et Podospermum roseum subsp. peristericum ;
- des espèces et sous-espèces ayant une aire de répartition plus large comme le Lis de Chalcédoine (Lilium chalcedonicum), endémique de la Grèce, de l'Albanie et de la Macédoine du Nord, et la Fritillaire grecque (Fritillaria graeca subsp. thessala) endémique des pays précédents et de la Bulgarie ;
- certaines espèces rares et localement menacées : Barbarea sicula, Centaurea affinis, Galium degenii, Himantoglossum caprinum, Allium phthioticum, Lilium albanicum, ainsi qu'une population sauvage de marronniers d'Inde (Aesculus hippocastanum) ;
- cinq espèces grecques couvrant tout ou partie du parc national, à savoir Asperula oetaea et Seseli parnassicum, endémiques du sud du Pinde et du Péloponnèse, Achillea absinthoides observable en particulier dans les monts Athamaniens, Allium parnassicum endémique de la Grèce centrale, observable dans les zones les plus méridionales du parc, et Aegonychon goulandriorum, dont la présence est attestée dans le massif du Kóziakas[32] ;
- deux espèces sténo-endémiques particulièrement vulnérables de centaurées[11] : Centaurea lactiflora, quasi menacée selon l'UICN, dont l'habitat est limité à une zone très restreinte au sein du massif d'Antichásia[33], et Centaurea kalambakensis, espèce endémique des Météores et reconnue comme menacée[34], victime notamment de la pression touristique dans son aire de répartition.

À noter enfin la possible disparition d'une espèce d'isoètes (Isoetes heldreichii) endémique du centre de la Grèce, classée comme étant en danger critique d'extinction par l'UICN.

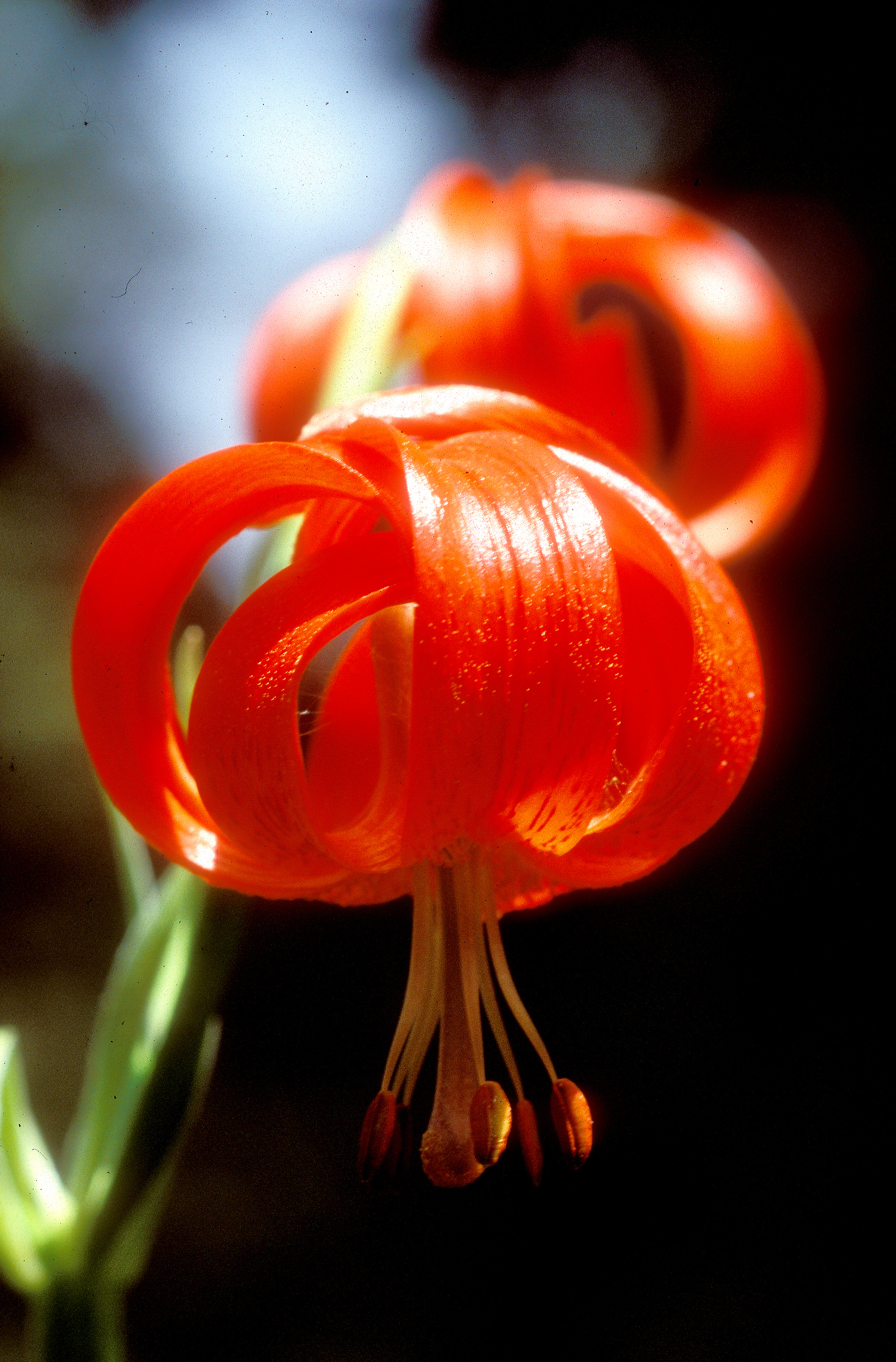
Lilium chalcedonicum.
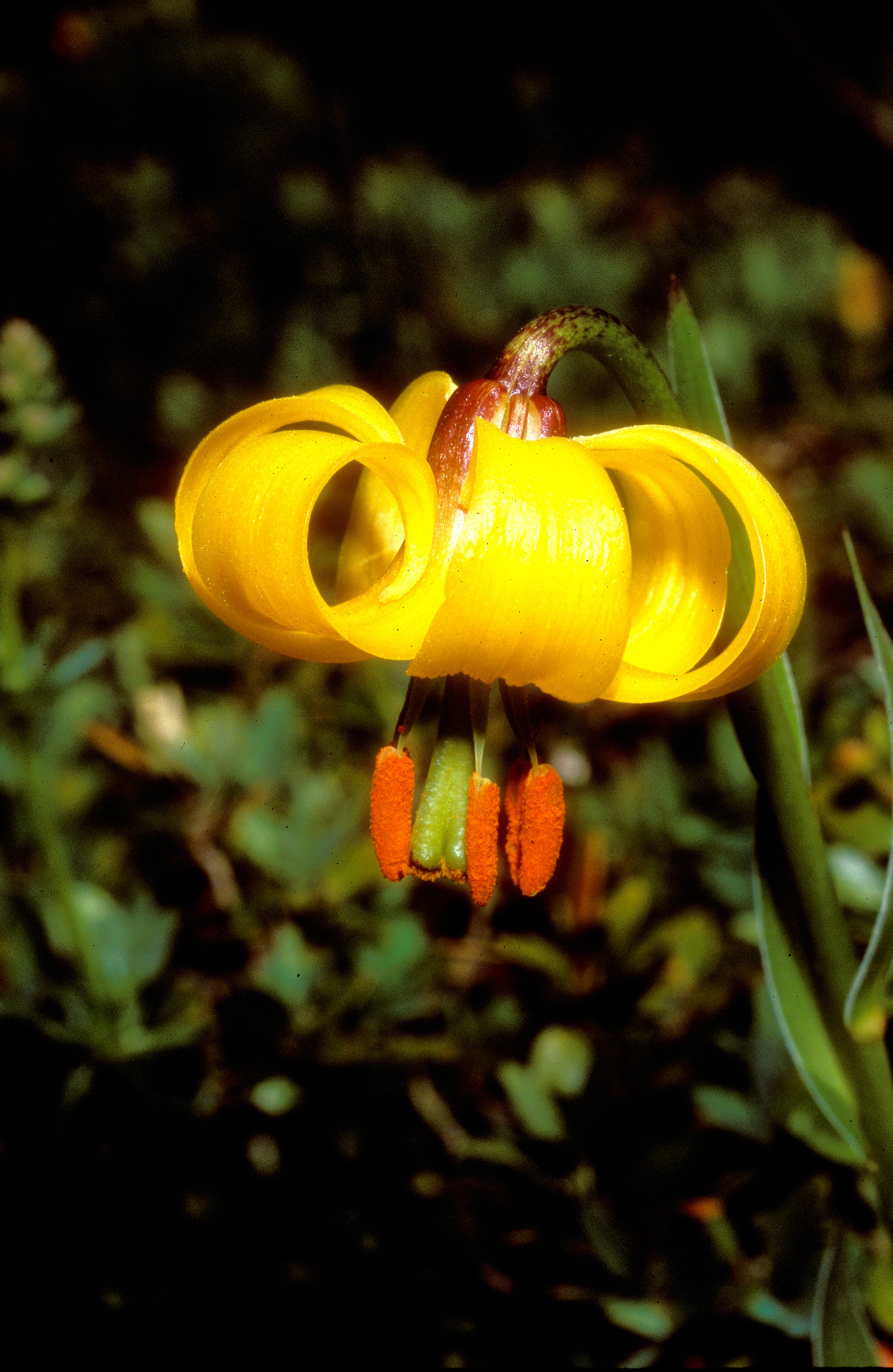
Lilium albanicum.
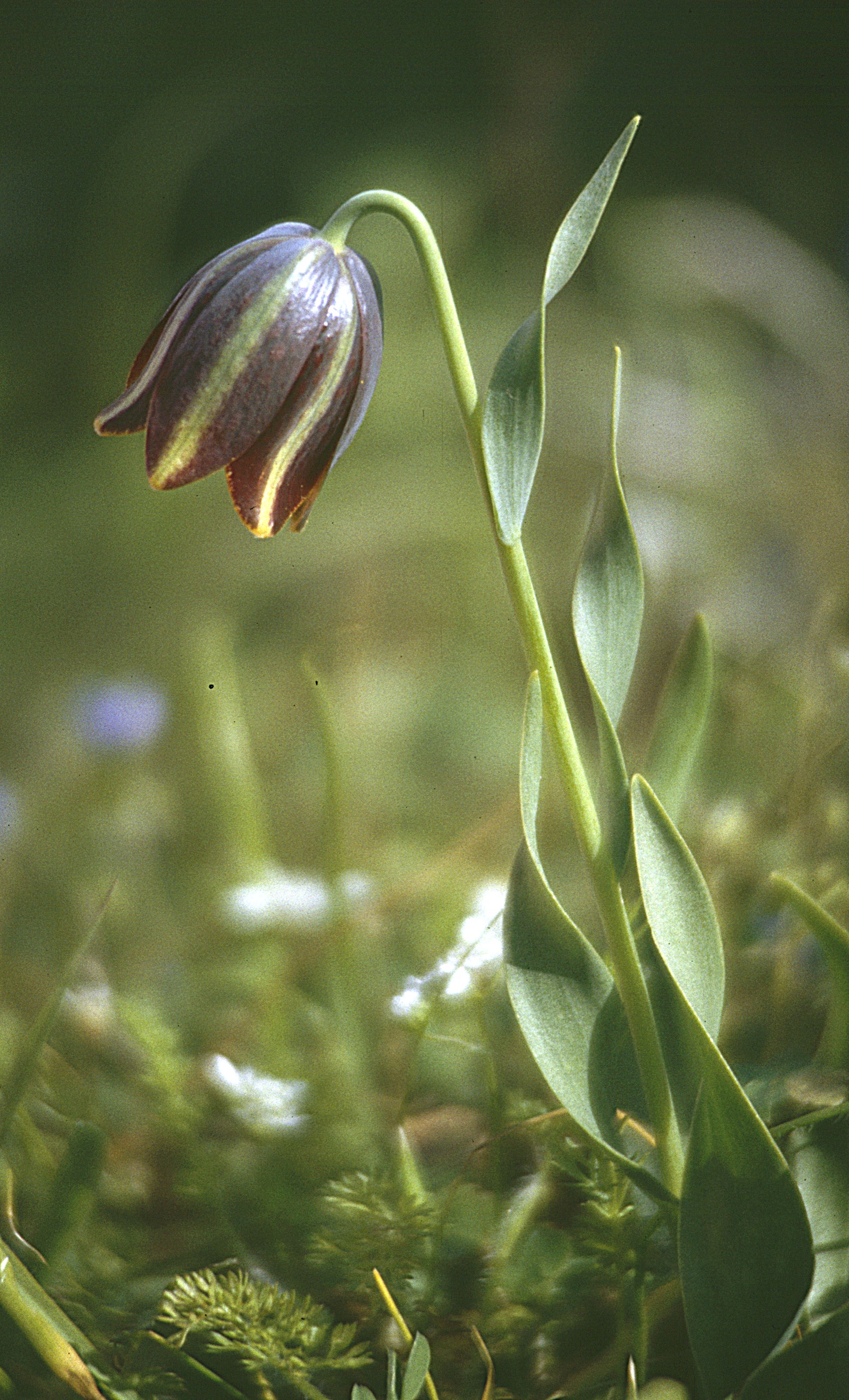
Fritillaria graeca.
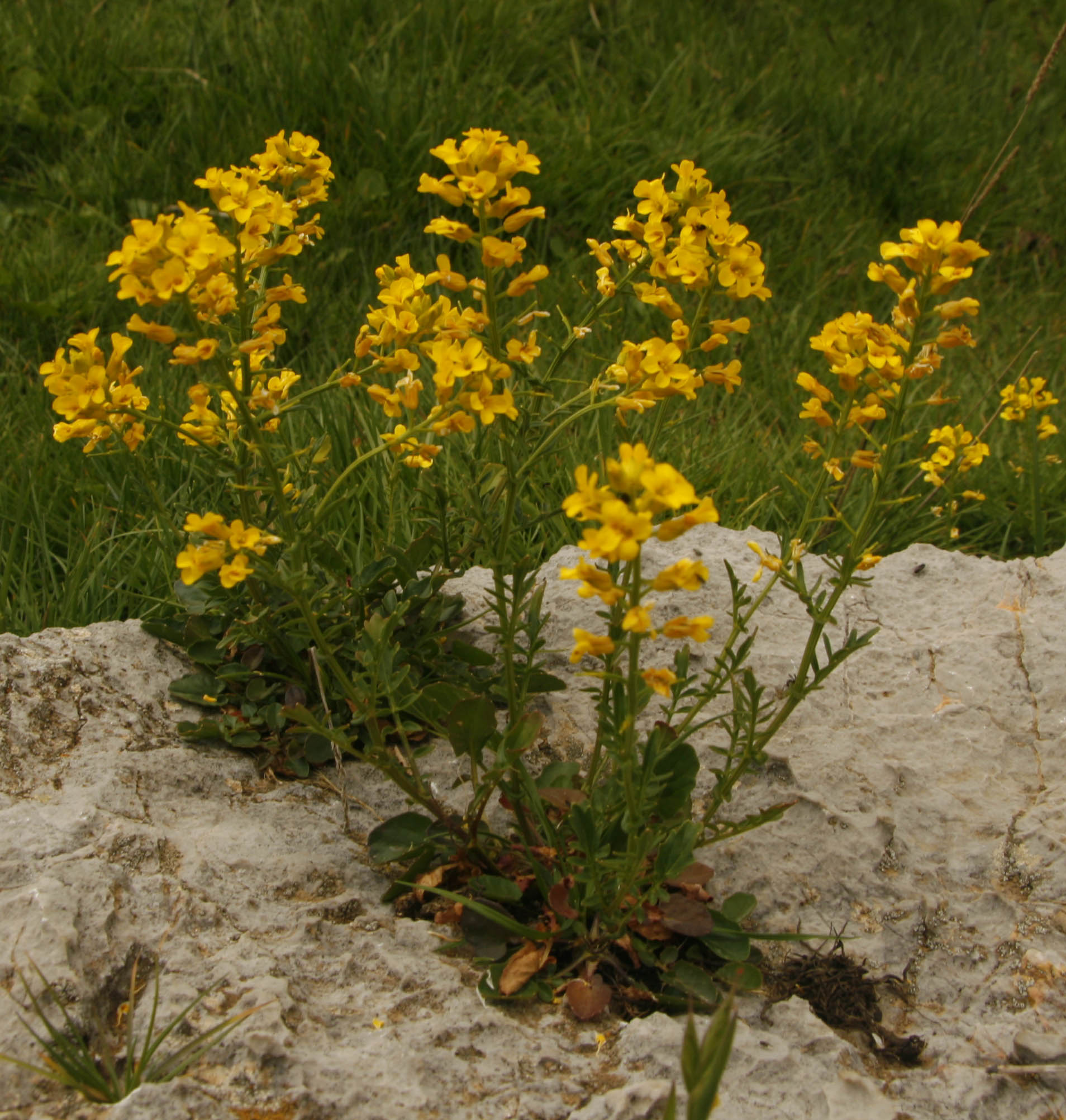
Barbarea sicula.
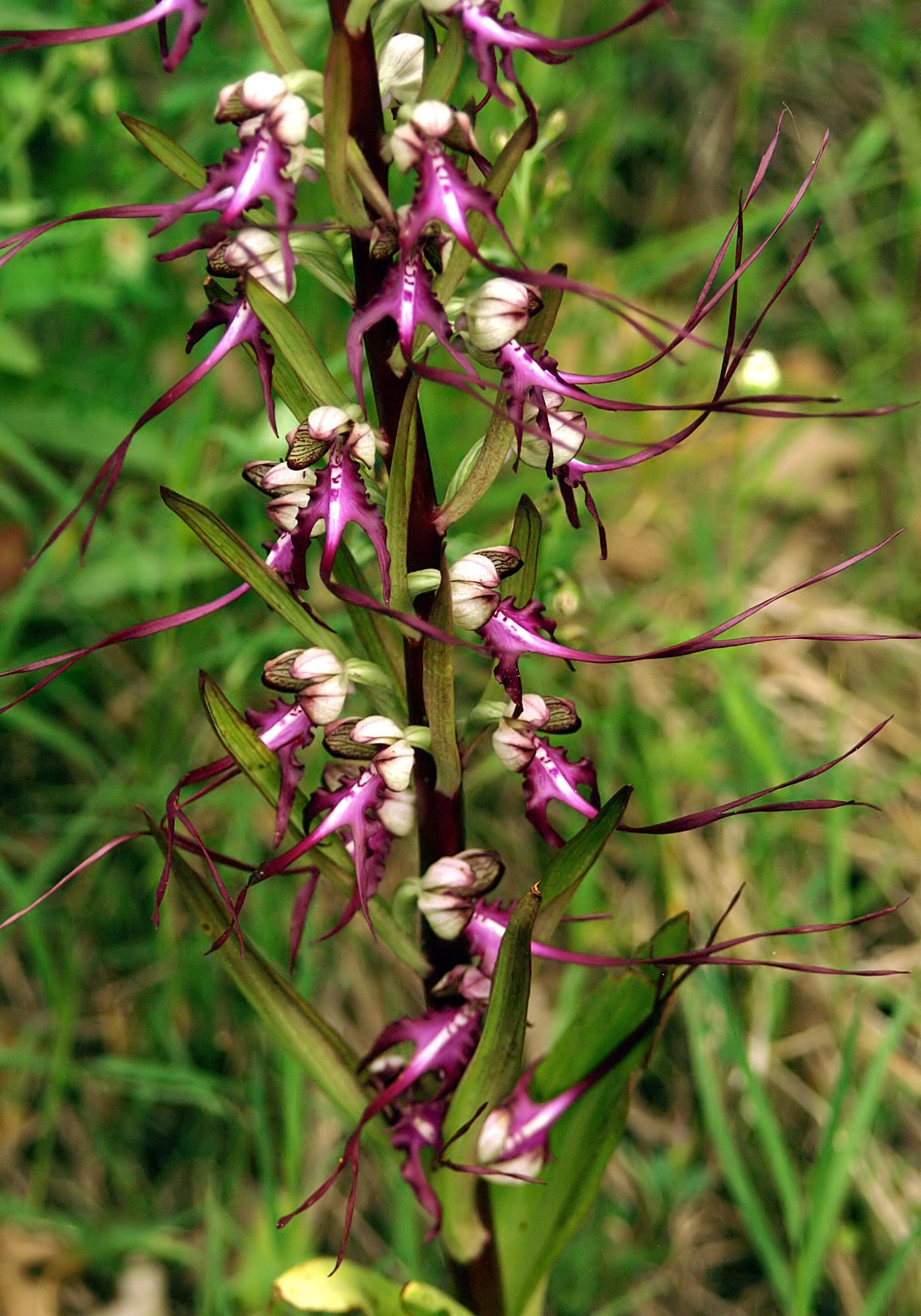
Himantoglossum caprinum.
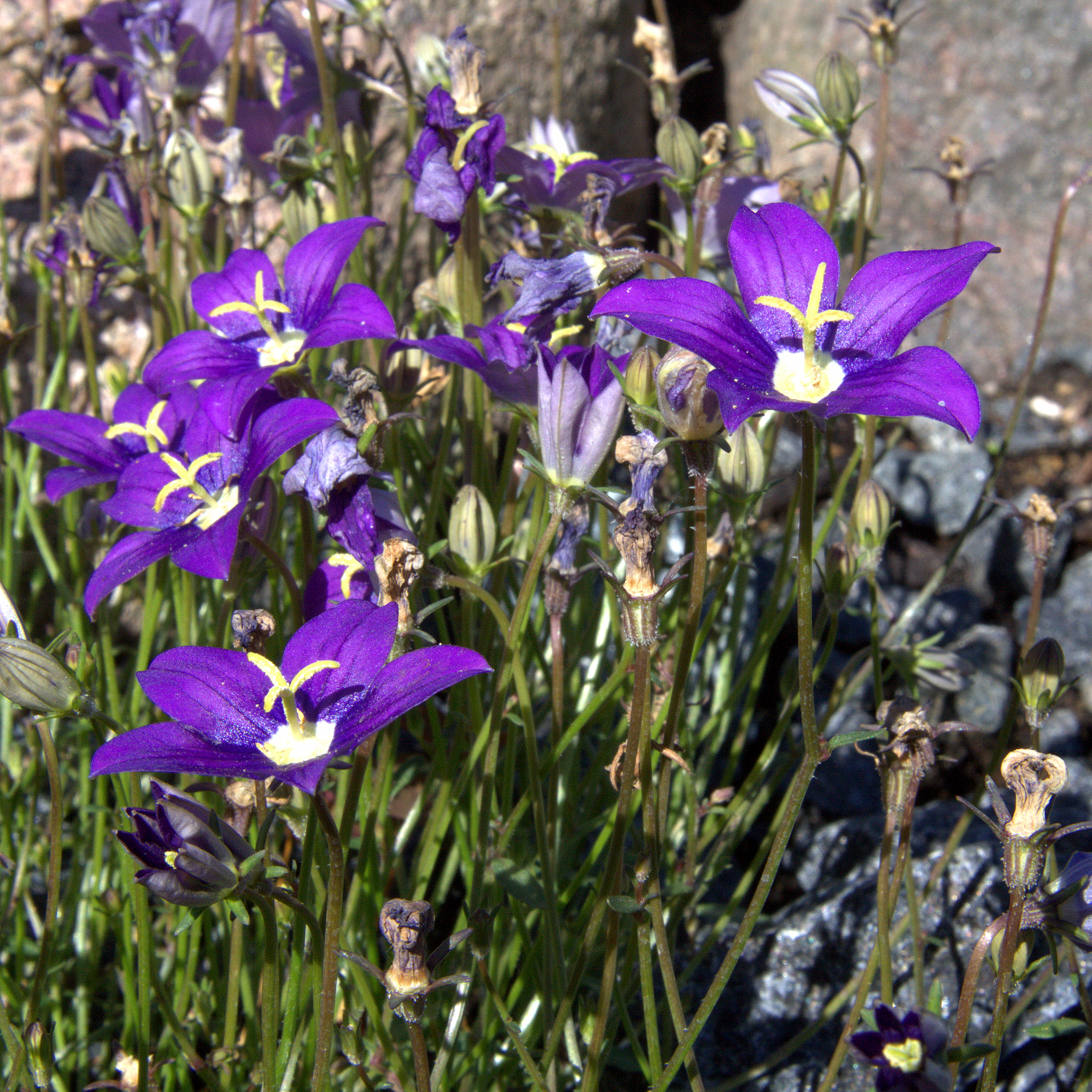
Campanula hawkinsiana.
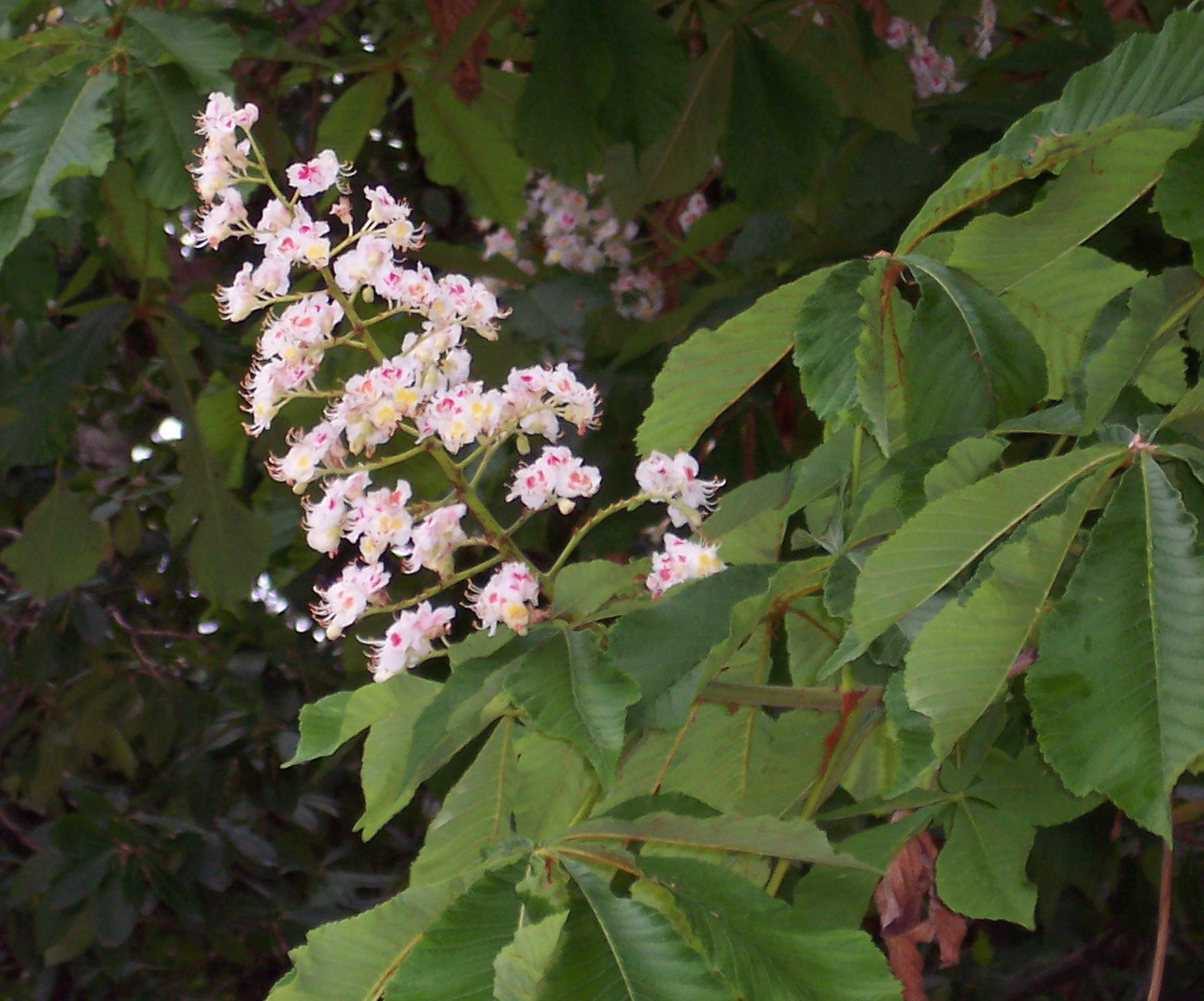
Marronnier d'Inde.